# Silke Riecken-Daerr
Silke Riecken-Daerr ist eine deutsche Diplomatin. Sie ist seit 2025 Botschafterin in Malaysia.

## Werdegang
Riecken-Daerr studierte an der London School of Economics and Political Science, am King’s College London, am Institut d’études politiques de Paris und am College of Europe in Brügge. Anschließend war sie zunächst für das britische Cabinet Office in London, für die City of London, sowie für die American Chamber of Commerce bei der Europäischen Union in Brüssel tätig.
2007 begann Riecken-Daerr ihre Laufbahn im Auswärtigen Amt. Ihren ersten Auslandseinsatz absolvierte sie als Leiterin des Kulturreferats an der Botschaft in Teheran. Später war sie Kabinettreferentin zweier deutscher Außenminister sowie Referentin für Sicherheits- und Verteidigungspolitik im Bundeskanzleramt. Von 2017 bis 2025 war sie auf verschiedenen Posten bei der EU und der NATO in Brüssel tätig, zuletzt als stellvertretende Büroleiterin des NATO-Generalsekretärs.
Im August 2025 wurde Riecken-Daerr als Nachfolgerin von Peter-Christof Blomeyer Botschafterin in Malaysia und Leiterin der Botschaft in Kuala Lumpur.
Riecken-Daerr ist verheiratet und hat zwei Töchter.